# Coccopigya spinigera
Coccopigya spinigera är en snäckart som först beskrevs av John Gwyn Jeffreys 1883.  Coccopigya spinigera ingår i släktet Coccopigya och familjen Cocculinidae. Inga underarter finns listade i Catalogue of Life.